# Kobyla (Krkonoše)
Kobyla (897 m n. m., německy Kabila) je zcela zalesněný vrch, nejjižnější výběžek Vlčího hřbetu, který je součástí geomorfologického podcelku Krkonošské rozsochy. Vrch je tvořen fylity středního devonu, v jižní polovině složenými převážně z chloritu a sericitu, v severní polovině ze sericitu a grafitu. Asi 300 m na sever od vrcholu se nachází malé ložisko buližníku.

## Poloha
Mírné jižní svahy vrchu Kobyla začínají stoupat od hranic Krkonošského národního parku, které procházejí obcí Jestřabí v Krkonoších, jejíž domky jsou rozesety až po jižní okraj lesa pokrývajícího vrch. Východním směrem je větší svah do Horních Vítkovic, vzdálených od vrcholu asi 1,5 km. Severovýchodním směrem běží hřbet v téměř stejné nadmořské výšce až k osadě Rezek. Severozápadním a západním směrem Kobyla ostře spadá do údolí Vejpálického potoka kde leží malá obec Stromkovice.
Kobyla leží v povodí Jizery. Přes vrch probíhá rozvodí Vejpálického potoka, Jizerky (levostranného přítoku Jizery) a Roudnického potoka.
Vrchol Kobyly je základním trigonometrickým bodem č. 18, triangulačního listu č. 0804. Většina vrchu leží v katastrálním území Horní Dušnice, z východu až k vrcholu Kobyly zasahuje katastrální území Vítkovic, jižní odlesněné svahy patří do katastru Jestřabí v Krkonoších.

## Přístup a turistické zajímavosti
Na vrchol Kobyly nevede značená cesta. Dobrý přístup je severozápadním směrem polní cestou ze žlutě značené turistické cesty Jestřabí – Vítkovice od rozcestí "Vurmovka".
Na severním svahu nad obcí Stromkovice je křížová cesta a malá kaple Panny Marie nad studánkou, o které se traduje, že je v ní léčivá voda. Poutní pobožnosti se tu od roku 1990 zase konají vždy na 1. máje a v první neděli po 15. srpnu (což je svátek Nanebevzetí Panny Marie). Mše se konají venku pod korunami stromů. Kaple byla v roce 2007 opravena.
Mezi zajímavosti patří polní letiště v Jestřabí. Dnes je navštěvováno převážně turisty neboť je z něho krásný výhled po širokém okolí. V zimě je to vhodný terén pro jízdu na lyžích s drakem (snowkiting).